# Altoona (Floride)
Pour les articles homonymes, voir Altoona.
Altoona est une zone faiblement habitée, désignée sous l'appellation de Census-designated place aux États-Unis. Altoona est située dans le  Comté de Lake, dans l'État de Floride.
Le Bureau du recensement des États-Unis indique une superficie de 1,3 km² pour Altoona.

## Démographie
| 2000 | 2010 | - | - | - | - |
| ---- | ---- | - | - | - | - |
| 89   | 82   | - | - | - | - |

Au recensement de 2000, la population s'élevait à 88 personnes.